# Katica Ileš
Katica Ileš, född den 30 mars 1946 i Osijek i Kroatien, är en kroatisk handbollsspelare och tidigare jugoslavisk representant.
Hon tog OS-silver i damernas turnering i samband med de olympiska handbollstävlingarna 1980 i Moskva.